# Марина Макропулу
Марина Макропулу (на гръцки: Μαρίνα Μακροπούλου), родена като Марина Погоревич (на румънски: Marina Pogorevici), е гръцка (от 1988 г.) и румънска (до 1987 г.) шахматистка, както и треньорка по шахмат.
Тя е първата румънска гросмайсторка (1982), международна гросмайсторка (жени).
Родена е в Плоещ, Румъния. Дъщеря е на румънската шахматистка Мария Албулет.

## Спортна биография
Играе на шахмат от 10-годишна под ръководството на майка си гросмайсторката Мария Албулет.

### За Румъния
Шампионка е на Румъния сред девойките (1976, 1979) и победителка в националната универсиада (1982).
Участничка е в повече от 40 кръгови международни състезания (1978 – 1987). Заема 2-ро място отборно на олимпиадата през 1982 г.

### За Гърция
Многократна шампионка на Гърция. Спечелва първенството за жени на Гърция през 1990, 1994, 1996, 1998, 1999, 2004 и 2007 година.
Победителка е в състезанието за жени на турнира „Акрополис“ през 1982, 1987, 1988 и 1991 година.
През 2008 година става бронзова медалистка от 6-о средиземноморското първенство.
Участва в 12 шахматни олимпиади. Изиграва общо 150 партии, постигайки в тях 64 победи и 44 ремита. Средната ѝ успеваемост е 57,3 процента. Среща 4 пъти българския национален отбор: през 1982 (победа срещу Татяна Лемачко), 1988 (реми с Маргарита Войска), 1990 (загуба от Войска) и 1992 (реми с Войска) г. Носителка е на сребърен отборен медал и бронзов индивидуален медал за представянето си на втора дъска през 1982 година
| Година | Организатор | Отбор   | Класиране (отборно) | Дъска |
| 1982   | Люцерн      | Румъния | 2                   | Втора |
| 1988   | Солун       | Гърция  | 7                   | Първа |
| 1990   | Нови Сад    | Гърция  | 8                   | Първа |
| 1992   | Манила      | Гърция  | 20                  | Първа |
| 1994   | Москва      | Гърция  | 16                  | Втора |
| 1996   | Ереван      | Гърция  | 18                  | Втора |
| 1998   | Елиста      | Гърция  | 19                  | Втора |
| 2000   | Истанбул    | Гърция  | 26                  | Втора |
| 2002   | Блед        | Гърция  | 23                  | Втора |
| 2004   | Калвия      | Гърция  | 29                  | Трета |
| 2006   | Торино      | Гърция  | 19                  | Трета |
| 2008   | Дрезден     | Гърция  | 24                  | Трета |